# 지부티저빌
지부티저빌(Gerbillus pulvinatus)은 황무지쥐아과에 속하는 설치류의 일종이다. 소말리아와 에티오피아, 지부티, 케냐에서 주로 발견된다. 자연 서식지는 건조 사바나 지대와 암반 지대이다.